# 扎蓋皮利
48°32′35″N 25°12′41″E / 48.54306°N 25.21139°E
扎蓋皮利（烏克蘭語：Загайпіль），是烏克蘭的村落，位於該國西部伊萬諾-弗蘭科夫斯克州，由科洛梅亞區負責管轄，面積9.52平方公里，2001年人口815，人口密度每平方公里85.6人。